# Colostygia bellaria
Colostygia bellaria es una especie de polilla perteneciente a la familia Geometridae, descrita por primera vez por el lepidopterólogo británico John Henry Leech en 1895. Se encuentra distribuido en la China. El holotipo de la especie fue descrita en la zona montañosa de Yichang, en las laderas de Kangding.

## Descripción
Es una polilla de color blanco, con bordes distales marcadamente negros. Los bordes, o al menos el del ala posterior, son mucho más estrechos en comparación con otros miembros del grupo, mientras que las otras bandas negras (subbasal y media) están muy quebradas o incluso fragmentadas.

## Distribución
Evidentemente se originó a partir del grupo de especies Larentia corydalaria de la Región Paleártica. La localidad tipo es la provincia de Sichuan, aunque se ha descrito también en la provincia de Yunnan y China central.